# كازواكي ساسو
كازواكي ساسو (باليابانية: 佐相 壱明) (مواليد 16 يونيو 1999) هو لاعب كرة قدم ياباني.

## وصلات خارجية
- كازواكي ساسو على موقع رابطة كرة القدم اليابانية للمحترفين (اليابانية)
- كازواكي ساسو على موقع قاعدة بيانات كرة القدم.إي يو (الإنجليزية)
- كازواكي ساسو على موقع Soccerway.com (الإنجليزية)
- كازواكي ساسو على موقع عالم كرة القدم.نت (الإنجليزية)